# US Gavorrano
Die Unione Sportiva Follonica Gavorrano (kurz auch US Follonica Gavorrano) ist ein Fußballverein aus Follonica ist Gavorrano, Provinz Grosseto, Italien.

## Geschichte
Der Verein wurde 1930 durch den Chemie- und Pyrit-Produzenten Montecatini (seit 1966 Edison) gegründet. Die Vereinsfarben sind Azurblau und Rot. Die ersten Spieler waren gleichzeitig Arbeitnehmer bei Montecatini. Die meiste Zeit seiner Vereinsgeschichte verbrachte der Club in Amateur- und Provinzligen, bis er in der Saison 2006/07 aus der Eccellenza Classifica Girone A Toscana als Tabellenerster in die Serie D (fünfte Liga) aufstieg. Im ersten Jahr konnte man sich dort mit einem Punkt Vorsprung von den Abstiegsplätzen bzw. Play-out-Plätzen distanzieren. Im zweiten Jahr erreichte man die Play-off-Spiele zur vierten Liga, scheiterte dort aber nach Punktgleichheit durch weniger geschossene Toren an Nocerina aus Nocera Inferiore durch die 4:1-Niederlage am letzten Spieltag der Play-offs am 14. Juni 2009. In der darauffolgenden Saison 2009/10 erreichte der Verein den ersten Platz in der Serie D Classifica Girone E und stieg direkt in die viertklassige Lega Pro Seconda Divisione auf. Dort verbringt die Mannschaft 2010/11 ihre erste Saison im Profifußball. Am 8. März verstarb unerwartet der Präsident Mario Matteini.
Der ursprünglich 1930 unter dem Namen Unione Sportiva Gavorrano gegründete Verein nahm 2019 nach der Fusion mit der Real Follonica Amateur Sports Association seine heutige Unternehmensform an.

## Stadion
In den Anfangsjahren spielte der Verein im Ortsteil Filare. 1953 wurde die Sportanlage nach dem damaligen Präsidenten Simone Simoni benannt, der bei einem Verkehrsunfall umkam. 1964 wurde ein Stadionneubau beschlossen und seit dem 18. Juni 1967 spielt der Verein im Stadio Romeo Malservisi in der Via Morandi 2 (Ortsteil Bagno di Gavorrano), welches für 2.000 Besucher Plätze bietet. Namensgebend ist Romeo Malservisi, ein ehemaliger Spieler des Vereins und Mitarbeiter des Sponsors Montecatini. Zur ersten Profisaison der Vereinsgeschichte wurde der Verein beinahe aus der Liga ausgeschlossen, da das Stadion Malservisi nicht den Ansprüchen der vierten Liga genügt. Versuche im Stadio Carlo Zecchini des Lokalrivalen US Grosseto zu spielen scheiterten an der Intervention des Grosseter Vereinspräsidenten Piero Camilli. Statt in der 30 km entfernten Provinzhauptstadt Grosseto zu spielen, fand der Verein letztendlich eine Heimstätte im 40 km entfernten Venturina (Campiglia Marittima, Provinz Livorno). Nach den Umbauarbeiten kehrte der Verein in das heimische Stadion zurück. Die erste Partie fand am 16. Januar 2011 gegen den Carpi Football Club 1909 statt (2-1).

## Bilder

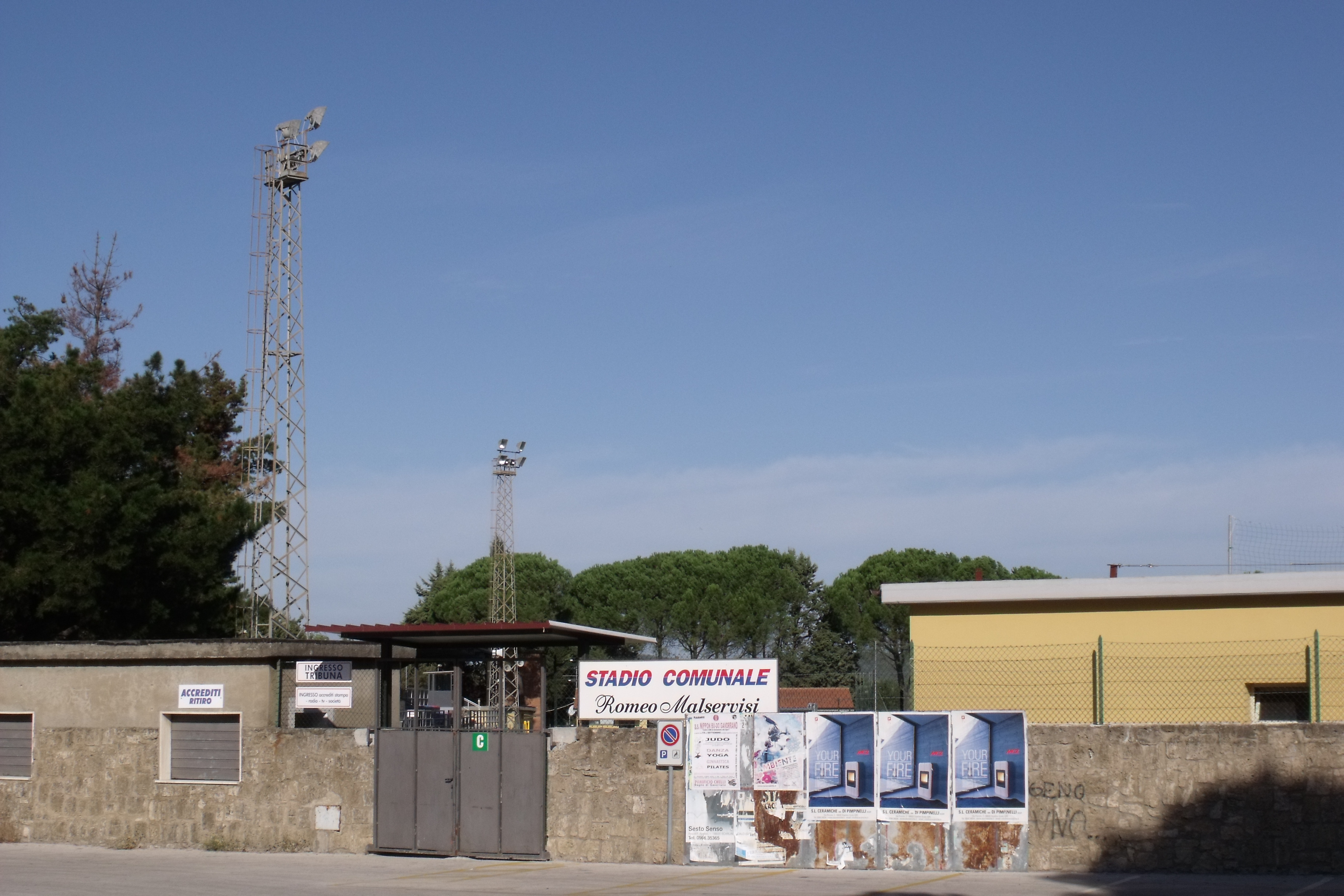
Außenaufnahme des Stadions
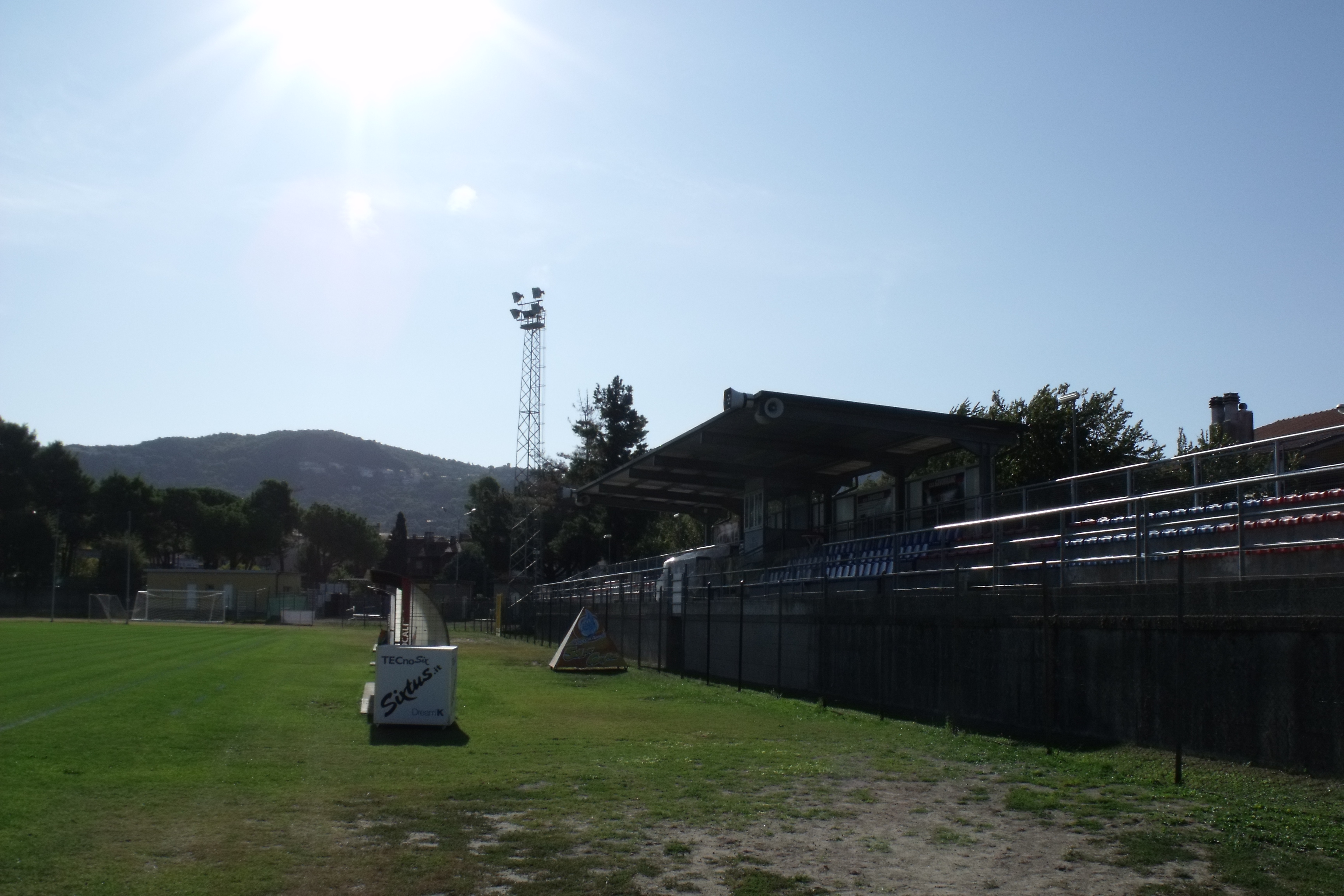
Bild der Haupttribüne und der Trainerbänke
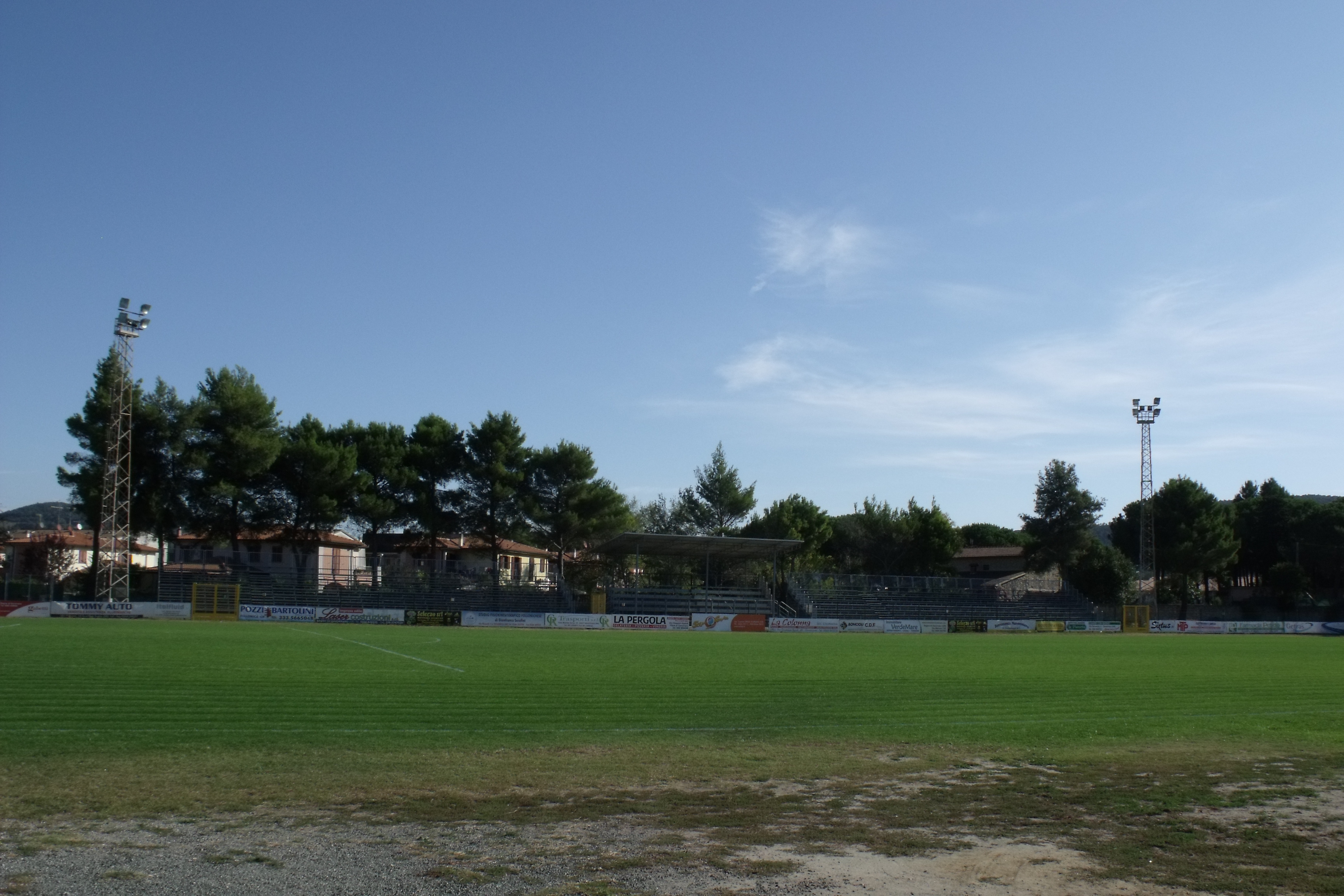
Bild der Gegentribüne und des Spielfeldes